# Modulares Bauen
Modulares Bauen ist ein System-Bauverfahren, bei dem überwiegend im Hoch-, aber auch im Tiefbau Teile des Bauwerkes wie etwa die Fassade aus vorgefertigten Bestandteilen, den Modulen, nach dem Baukastenprinzip zusammengesetzt werden. Die Außenwände und die Raumausstattung werden also nicht mehr vor Ort hergestellt, sondern dort nur noch montiert. Vorteile des Verfahrens sind eine verkürzte Bauzeit, die kostengünstigere Serienfertigung der Baubestandteile und, zumindest potentiell, wenn auch noch selten umgesetzt, die Erleichterung des Abbaues am Ende der Nutzungszeit mit anschließender Wiederverwertung der Materialien. Siehe: Demontables Bauen
Die ersten Umsetzungsversuche gab es in den 1920er Jahren zum Beispiel in der Weißenhofsiedlung in Stuttgart.
Man unterscheidet 
- Skelettbauweise

Bei der Skelettbauweise werden in einen ggf. ebenfalls modular aufgebauten Rahmen aus Holz, Stahl oder Stahlbeton vorgefertigte Deckenplatten, Wand- und Fassadenelemente montiert. Auch die Raumausstattung kann nach dem Baukastenprinzip zusammengestellt werden.
- Großtafelbauweise, Plattenbauweise, Holztafelbau

In der modularen Großtafelbauweise (auch Plattenbauweise genannt) wird das Bauwerk modular aus vorproduzierten Wand- und Deckenplatten zusammengefügt. Aussteifendes Element ist dabei oft ein Erschließungskern aus Ortbeton oder Betonfertigteilen.
- Raumzellenbauweise und Containerbauweise

In der Raummodulbauweise (engl. 'volumetric modular construction') werden dreidimensionale, vollständig montierte und oft auch schon komplett ausgestattete Einheiten per Tieflader oder Schwertransport an den Standort gebracht, dort mit Hilfe eines Baukranes positioniert und zu einem temporären oder dauerhaften Gebäude zusammengesetzt.
Sofern es sich bei den Raummodulen um Container (Wohncontainer, Bürocontainer etc.) handelt, spricht man von Containerbauweise und bei den Gebäuden bzw. den Anlagen von Containerburgen oder Containerdörfern, die in der Regel nur für eine temporäre Nutzung vorgesehen werden.
Ein zusätzlicher Vorteil der Raumzellen- und insbesondere Containerbauweise ist die Mobilität der Einheiten, die bei Bedarf leicht an neue Standorte transportiert werden können.
Voraussetzung ist in allen Fällen ein geeignetes Fundament.